# Daniel Keim
Daniel A. Keim (* 1965 in Gelsenkirchen) ist ein deutscher Informatiker und seit 2000 Professor und Lehrstuhlinhaber im Fachbereich Informatik an der Universität Konstanz, wo er das Data Analysis and Visualization Research Lab (DBVIS) leitet. Er ist für seine Arbeiten im Bereich der Informationsvisualisierung, Data-Mining, der interaktiven Datenanalyse und im Bereich von Visual Analytics bekannt.

## Forschung und Karriere
Daniel Keim promovierte 1994 in Informatik an der Universität München. Er war Assistenzprofessor am Fachbereich Informatik der Universität München sowie außerordentlicher Professor am Fachbereich Informatik der Martin-Luther-Universität Halle. Keim arbeitete außerdem als leitender Wissenschaftler bei den AT&T Shannon Research Labs in Florham Park, NJ, USA.
Keim gilt als Pionier im Bereich des visuellen Data Mining und hat Anfang der 2000er-Jahre das Forschungsfeld der Visual Analytics mitbegründet.
2006 gründeten Keim und Pak Chung Wong die jährliche IEEE Conference on Visual Analytics Science and Technology (VAST), um ein eigenes Forum für die Forschung im Bereich Visual Analytics zu schaffen, das 2020 mit anderen Konferenzen zur IEEE Visualization verschmolz. 2008 definierten Keim und Jim Thomas gemeinsam in ihrem einflussreichen Buch über visuelles Data Mining den Umfang und die Herausforderungen von Visual Analytics.
Keim war wissenschaftlicher Koordinator des Koordinierungsprojekts FP7 VisMaster der Europäischen Kommission bis 2010, das das Gebiet definiert und weiterentwickelt hat.
Keim hat umfangreich zu Themen wie Informationsvisualisierung, Data Mining und Visual Analytics publiziert und zahlreiche Tutorials sowie Keynotes auf großen Konferenzen zu Visualisierung und Data Mining gehalten.

## Data Analysis and Visualization Research Lab
Keim leitet das Data Analysis and Visualization Research Lab (DBVIS) an der Universität Konstanz in Deutschland, das als eines der führenden Forschungsinstitute für interaktive Datenanalyse und Visual Analytics weltweit gilt. Der Schwerpunkt des Labors liegt auf der Nutzung von Künstliche Intelligenz, Maschinelles Lernen und Data Science in Anwendungsbereichen wie öffentlicher Sicherheit und Sicherheitsforschung, Digital Humanities und Linguistik, Sport- und Verhaltensanalytik, Geoinformatik und Infrastrukturanalyse. Ihre Forschung verbindet Datenvisualisierung, interaktive Mensch-KI-Zusammenarbeit und intelligente Datenexploration durch interaktive, benutzerzentrierte Visual-Analytics-Ansätze mit Techniken wie Erklärbare künstliche Intelligenz, Reinforcement Learning und Large Language Models.
Das Labor hat erfolgreich mehr als 50 Forschungsprojekte eingeworben, unter anderem von der Europäischen Union (FP7, Horizon 2020), dem Bundesministerium für Bildung und Forschung, dem Bundesministerium für Wirtschaft und Klimaschutz, dem Bundesministerium für Wohnen, Stadtentwicklung und Bauwesen, der Deutschen Forschungsgemeinschaft sowie dem United States Department of Homeland Security.

## Positionen und Auszeichnungen
Keim wurde 2019 in die renommierte IEEE VGTC Visualization Academy aufgenommen. 2011 erhielt er den Visualization Technical Achievement Award sowie 2024 den IEEE VIS Test of Time Award.
Im Laufe seiner Karriere hat Keim die Visualisierungs-Community durch zahlreiche Führungs- und Organisationsrollen geprägt:
- Mitglied des Steering Committee für IEEE Visualization (IEEE VIS, InfoVis, VAST), EuroVis und EuroVA
- Mitglied des Executive Committee der IEEE Computer Society
- Mitglied des Technical Committee on Visualization and Graphics
- Programmvorsitzender verschiedener führender Konferenzen des Fachgebiets, darunter IEEE Information Visualization, ACM SIGKDD und andere.

Darüber hinaus war er Associate Editor und Mitglied der Herausgebergremien mehrerer renommierter Fachzeitschriften, darunter:
- IEEE Transactions on Knowledge and Data Engineering
- IEEE Transactions on Visualization and Computer Graphics
- Journal of Knowledge and Data Engineering
- ACM Transactions on Data Science
- The Visual Computer
- Information Visualization

## Veröffentlichungen (Auswahl)
- D. A. Keim. Visual exploration of large data sets. Communications of the ACM, 44(8), 2001 S. 38–44.
- D. A. Keim. Information visualization and visual data mining. in IEEE Transactions on Visualization and Computer Graphics, vol. 8, no. 1, S. 1–8, 2002, doi: doi:10.1109/2945.981847.
- D. A. Keim, Florian Mansmann, Jörn Schneidewind, Jim Thomas, Hartmut Ziegler (2008): Visual analytics: Scope and challenges. Visual Data Mining
- Matthew O. Ward, Georges Grinstein, Daniel A. Keim: Interactive Data Visualization: Foundations, Techniques, and Applications. CRC Press, 2021, ISBN 978-0-367-78348-8 (englisch).
- D. A. Keim, J. Kohlhammer, G. Santucci, F. Mansmann, F. Wanner, M. Schaefer. Visual Analytics Challenges. In: Proceedings of eChallenges 2009. 2009.
- D. A. Keim, F. Mansmann, A. Stoffel, H. Ziegler. Visual Analytics. In: Encyclopedia of Database Systems. Springer, 2009.
- Mastering The Information Age – Solving Problems with Visual Analytics. (Hrsg.): In: Eurographics. 2010.